# Stanislav Hudeček (poslanec)
Stanislav Hudeček (9. října 1927 – 15. srpna 2010) byl český a československý politik Komunistické strany Československa a poslanec Sněmovny národů Federálního shromáždění za normalizace.

## Biografie
K roku 1971 se uvádí profesně jako vedoucí provozu. Bydlel v Krnově, kde se roku 1974 stal ředitelem Komunálních služeb. K roku 1980 se zmiňuje jako poslanec ONV v Bruntále.
Ve volbách roku 1971 zasedl do české části Sněmovny národů (volební obvod č. 62 - Bruntál, Severomoravský kraj). Ve FS setrval do konce funkčního období, tedy do voleb roku 1976.